# Acme Attractions
Acme Attractions是一家位于英国伦敦切尔西國王路的服装店。20世纪70年代初期，很多音樂人在此唱歌表演。1976年，Stephane Raynor和以色列商人John Krivine关闭了Acme Attractions，並在國王路153号创建了服裝品牌兼服裝商店Boy London。